# Inter Riviera Maya
Inter Riviera Maya ist ein ehemaliger mexikanischer Fußballverein aus Cancún, dem Zentrum des Urlaubsgebiets Riviera Maya, nach dem der Verein benannt war.

## Geschichte
Inter Riviera Maya war der einzige Verein, der die Stadt Cancún in der Primera División 'A', wie die zweite mexikanische Fußballliga zwischen 1994 und 2009 hieß, vertrat. Außerdem war Inter erst der zweite Verein seit Einführung der zweiten Liga im Sommer 1950, der Zweitligafußball nach Cancún brachte. Zuvor war lediglich der Club Cancún zwischen 1986 und 1993 in der zweiten Liga vertreten.
Um einen Startplatz für die Apertura 2003 zu erhalten, erwarb das neu gegründete Franchise die Lizenz des wirtschaftlich angeschlagenen CD Atlético Yucatán, spielte aber eine insgesamt enttäuschende Halbsaison und belegte am Ende nicht nur den letzten Platz in der eigenen Gruppe, sondern war auch das Team mit der schlechtesten Bilanz aller 20 Zweitligisten. In der Apertura 2003 hatte es lediglich eine kurze Phase der Hoffnung gegeben, als zwischen dem achten und dem zehnten Spieltag die beiden einzigen Siege dieser Halbsaison (3:0 gegen Tapatío und 2:1 gegen Trotamundos Tijuana) eingefahren wurden und insofern eine „kleine Erfolgsserie“ hingelegt wurde, als auch das dazwischen liegende Auswärtsspiel beim späteren Absteiger Jaguares de Tapachula (0:0) ohne Niederlage endete. Bereits zuvor war Inter im torreichsten Spiel der Apertura 2003 involviert, das am 30. August 2003 mit 4:7 gegen Cruz Azul Oaxaca verloren wurde.
Wesentlich erfolgreicher verlief die Clausura 2004, die Inter mit einer ausgeglichenen Bilanz (je acht Siege und Niederlagen sowie drei Remis) abschloss und die im Anschluss an die Punktspielrunde ausgetragenen Liguillas nur um einen Punkt (sowie dem schlechteren Torverhältnis) gegenüber den Leones de Morelos verpasste.
Der mit Abstand erfolgreichste Torjäger der Mannschaft – und einer der erfolgreichsten der Liga – war der mexikanische Stürmer Héctor Hernández, der in der Saison 2003/04 insgesamt 23 Tore erzielte (9 in der Apertura und 14 in der Clausura). Er ging gemeinsam mit der Zweitliga-Lizenz, die am Ende derselben Saison zur Gründung eines neuen Franchise verwendet wurde, auf die Huracanes de Colima über. Diese waren ihrerseits nur eine Saison in der Liga vertreten und fanden anschließend als Águilas Riviera Maya den Weg zurück nach Quintana Roo.